# Лопес Катерина Євгенівна
Лопес Катерина Євгенівна (нар. 18 грудня 1987) — колишня російська тенісистка.
Найвищу одиночну позицію світового рейтингу — 136 місце досягла 24 серпня 2009, парну — 142 місце — 16 січня 2012 року.
Здобула 5 одиночних та 11 парних титулів туру ITF.

## Фінали ITF

### Одиночний розряд: 10 (5–5)
| Легенда          |
| ---------------- |
| турніри $100,000 |
| турніри $75,000  |
| турніри $50,000  |
| турніри $25,000  |
| турніри $10,000  |

| Фінали за покриттям |
| ------------------- |
| Тверде (1–0)        |
| Ґрунт (4–5)         |
| Трава (0–0)         |
| Килим (0–0)         |

| Результат | Ранг | Дата            | Турнір                        | Покриття | Суперниця             | Рахунок       |
| --------- | ---- | --------------- | ----------------------------- | -------- | --------------------- | ------------- |
| Поразка   | 1.   | 25 липня 2004   | ITF Анкона, Італія            | Ґрунт    | Саня Анчич            | 2–6, 1–6      |
| Перемога  | 1.   | 26 червня 2005  | ITF Бухарест, Румунія         | Ґрунт    | Коріна Кордуняну      | 4–6, 6–3, 7–5 |
| Поразка   | 2.   | 8 жовтня 2006   | ITF Барселона, Іспанія        | Ґрунт    | Татьяна Гарбін        | 3–6, 5–7      |
| Перемога  | 2.   | 21 вересня 2008 | ITF Местре, Італія            | Ґрунт    | Роміна Опранді        | 6–3, 3–0 ret. |
| Перемога  | 3.   | 7 червня 2009   | ITF Брно, Чехія               | Ґрунт    | Сандра Заглавова      | 6–0, 6–3      |
| Поразка   | 3.   | 8 серпня 2009   | ITF Москва, Росія             | Ґрунт    | Ксенія Первак         | 6–4, 4–6, 2–6 |
| Поразка   | 4.   | 15 серпня 2009  | ITF Москва, Росія             | Ґрунт    | Первак Ксенія Юріївна | 0–6, 2–6      |
| Поразка   | 5.   | 5 червня 2011   | ITF Рим, Італія               | Ґрунт    | Крістіна Макгейл      | 2–6, 4–6      |
| Перемога  | 4.   | 23 лютого 2014  | ITF Пальма-Нова, Іспанія      | Ґрунт    | Барбара Луш           | 6–4, 6–2      |
| Перемога  | 5.   | 16 березня 2014 | ITF Ponta Delgada, Португалія | Тверде   | Барбара Луш           | 6–4, 6–2      |

### Парний розряд: 24 (11–13)
| Результат | Ранг | Дата              | Турнір                      | Покриття   | Партнерка                  | Суперниці                                 | Рахунок             |
| --------- | ---- | ----------------- | --------------------------- | ---------- | -------------------------- | ----------------------------------------- | ------------------- |
| Поразка   | 1.   | 25 червня 2005    | ITF Бухарест, Румунія       | Ґрунт      | Олена Чалова               | Коріна Кордуняну Габріела Нікулеску       | 2–6, 4–6            |
| Поразка   | 2.   | 10 липня 2005     | ITF Красноармійськ, Росія   | Тверде     | Чалова Олена Валеріївна    | Анна Бастрікова Юлія Єфремова             | 2–6, 6–7            |
| Перемога  | 1.   | 13 серпня 2005    | ITF Москва, Росія           | Ґрунт      | Ольга Панова               | Анна Бастрікова Василіса Давидова         | 7–5, 6–3            |
| Поразка   | 3.   | 4 вересня 2005    | ITF Балашиха, Росія         | Ґрунт      | Панова Ольга Олександрівна | Анна Бастрікова Ніна Братчикова           | 2–6, 2–6            |
| Поразка   | 4.   | 4 лютого 2006     | ITF Бельфор, Франція        | Тверде (i) | Ірина Кузьміна             | Крістіна Барруа Катрін Верле-Шеллер       | 1–6, 1–6            |
| Поразка   | 5.   | 10 лютого 2006    | ITF Капріоло, Італія        | Килим (i)  | Маргаліта Чахнашвілі       | Дар'я Кустова Катерина Макарова           | 2–6, 4–6            |
| Поразка   | 6.   | 18 серпня 2006    | ITF Ріміні, Італія          | Ґрунт      | Катерина Деголевич         | Мервана Югич-Салкич Габріела Хмелінова    | 3–6, 6–1, 2–6       |
| Перемога  | 2.   | 22 вересня 2006   | ITF Лечче, Італія           | Ґрунт      | Теодора Мирчич             | Кільдін Шевальє Адріана Серра-Дзанетті    | 7–6(4), 6–4         |
| Поразка   | 7.   | 15 квітня 2007    | ITF Біарриц, Франція        | Ґрунт      | Ірина Бремон               | Євгенія Родіна Євгенія Савранська         | 6–2, 1–6, 3–6       |
| Перемога  | 3.   | 28 квітня 2007    | ITF Торрент, Іспанія        | Ґрунт      | Євгенія Родіна             | Марта Марреро Карла Суарес Наварро        | 7–6(7), 3–6, 6–2    |
| Поразка   | 8.   | 10 листопада 2007 | ITF Мінськ, Білорусь        | Тверде (i) | Весна Долонц               | Алла Кудрявцева Анастасія Павлюченкова    | 0–6, 2–6            |
| Перемога  | 4.   | 22 лютого 2009    | ITF Серпрайз, США           | Тверде     | Хорхеліна Краверо          | Аша Ролле Яніна Вікмаєр                   | 6–1, 6–1            |
| Поразка   | 9.   | 28 березня 2009   | ITF Латина, Італія          | Ґрунт      | Марина Шамайко             | Каталін Мароші Маріна Таваріс             | 2–6, 0–6            |
| Перемога  | 5.   | 7 серпня 2009     | ITF Москва, Росія           | Ґрунт      | Аріна Родіонова            | Вероніка Капшай Мелані Клаффнер           | 7–6(7), 3–6, 6–2    |
| Перемога  | 6.   | 14 серпня 2009    | ITF Москва, Росія           | Ґрунт      | Родіонова Аріна Іванівна   | Валерія Савіних Шамайко Марина Валеріївна | 6–3, 6–3            |
| Поразка   | 10.  | 17 жовтня 2009    | ITF Мадрид, Іспанія         | Ґрунт      | Родіонова Аріна Іванівна   | Дар'я Кустова Рената Ворачова             | 2–6, 2–6            |
| Перемога  | 7.   | 18 липня 2010     | ITF Контрексевіль, Франція  | Ґрунт      | Ніна Братчикова            | Єлена Докич Шерон Фічмен                  | 6–4, 4–6, 6–4       |
| Перемога  | 8.   | 7 серпня 2010     | ITF Астана, Казахстан       | Тверде     | Ніна Братчикова            | Юліана Федак Анастасія Васильєва          | 6–4, 6–4            |
| Поразка   | 11.  | 11 лютого 2011    | ITF Калі, Колумбія          | Ґрунт      | Катрін Верле-Шеллер        | Ірина-Камелія Бегу Елена Богдан           | 6–2, 6–7(6), [9–11] |
| Перемога  | 9.   | 28 травня 2011    | ITF Градо, Італія           | Ґрунт      | Марія Ірігоєн              | Лю Ваньтін Сунь Шеннань                   | 6–3, 6–0            |
| Перемога  | 10.  | 12 серпня 2011    | ITF Казань, Росія           | Тверде     | Андрея Клепач              | Віталія Дяченко Олександра Панова         | w/o                 |
| Перемога  | 11.  | 10 вересня 2011   | ITF Б'єлла, Італія          | Ґрунт      | Лара Арруабаррена          | Жанетта Гусарова Рената Ворачова          | 6–3, 0–6, [10–3]    |
| Поразка   | 12.  | 2 жовтня 2011     | ITF Клермон-Ферран, Франція | Тверде (i) | Ксенія Ликіна              | Мервана Югич-Салкич Енн Кеотавонг         | 6–4, 3–6, [8–10]    |
| Поразка   | 13.  | 13 листопада 2011 | ITF Бенікарло, Іспанія      | Ґрунт      | Александрина Найденова     | Інес Феррер Суарес Рішель Гогеркамп       | 6–7(6), 4–6         |